# STS-52
STS-52 — 51-й старт многоразового транспортного космического корабля в рамках программы Спейс Шаттл и 13-й космический полёт шаттла Колумбия, произведен 22 октября 1992 года. Основная задача полёта — вывод на орбиту итальянского спутника «Лагеос-2». Астронавты провели в космосе около 10 дней и благополучно приземлились на ВПП 33 Космического центра Кеннеди,  1 ноября 1992 года.

## Экипаж
- Джеймс Уэзерби (2)[2] — командир;
- Майкл Бейкер (2) — пилот;
- Чарлз Вич (2) — специалист полёта 1;
- Уильям Шеперд (3) — специалист полёта 2;
- Тамара Джерниган (2) — специалист полёта 3;
- Стивен МакЛейн (1) — специалист по полезной нагрузке.

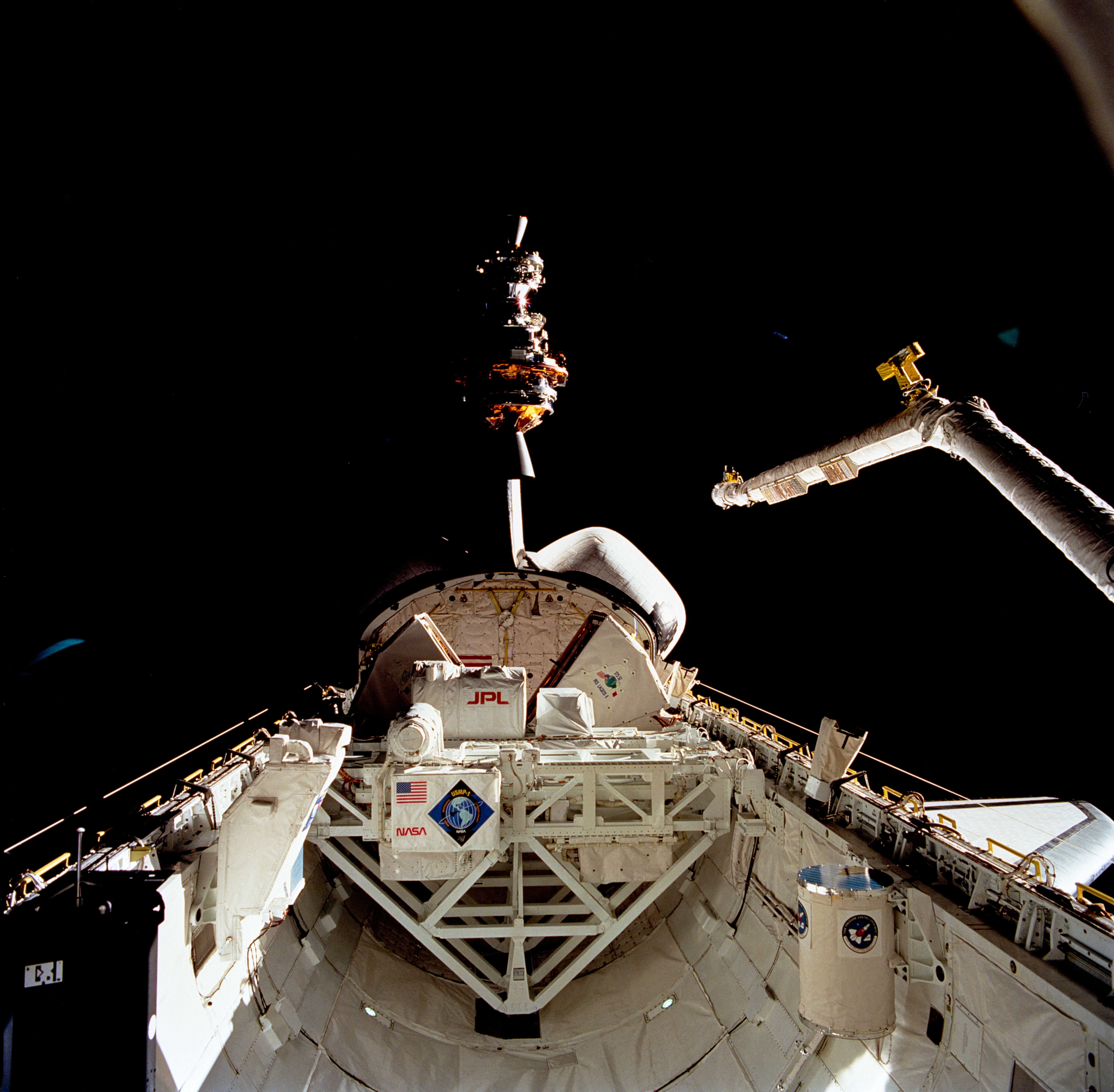
Запуск спутника LAGEOS II

## Параметры полёта
- Вес: 15 250 кг (полезная нагрузка)
- Перигей: 241 км
- Апогей: 241 км
- Наклонение: 28,45°
- Период обращения: 89,7 мин